# Перемирие в Малеструа

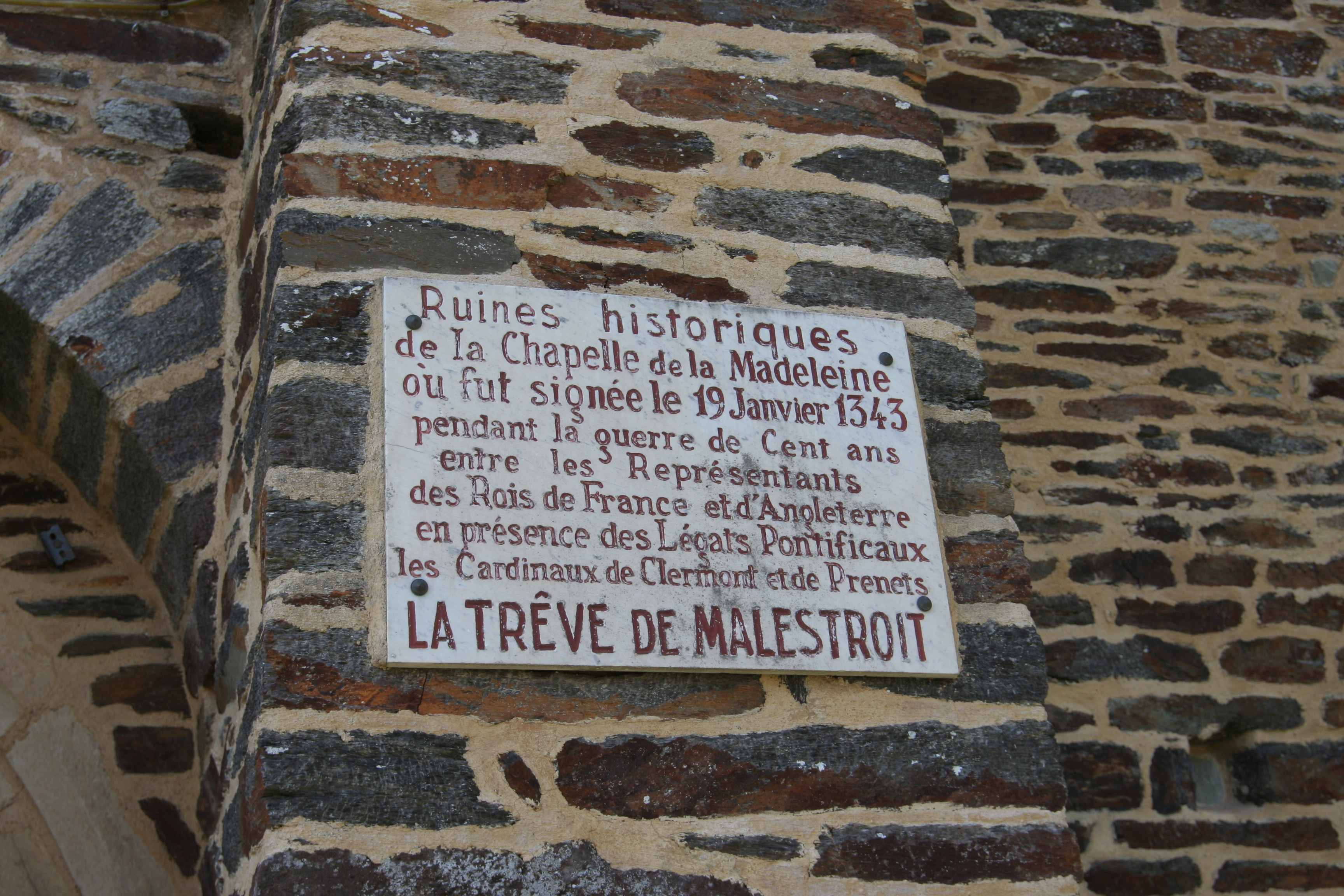
Мемориальная доска на руинах Часовня ла Мадлен (Малеструа)

Перемирие в Малеструа было подписано 19 января 1343 года между королём Англии Эдуардом III и королём Франции Филиппом VI во Франции, в часовне ла Мадлен в Малеструа. После подписания этого перемирия, английский король с войском оставил Бретань и вернулся в Англию.
Длительность перемирия была до 29 сентября, перемирие было кратковременным и с начала февраля Эдуард III приказал подготовить войска к погрузке на корабли в Портсмуте. В этот момент французский король Филипп VI положил конец перемирию, казнив без суда и следствия (и несмотря на предыдущие договоренности) Оливье IV де Клиссона в Париже 2 августа, а затем 29 ноября еще четырнадцать бретонских лордов: Жоффруа де Малестроит, Жана де Монтобан, Алена де Кедийак, Дениса дю Плесси, Гийома II де Бриё и его братьев Жана, Оливера, и других, кто поддерживал Жана де Монфора. Однако военные действия официально вновь начались только в 1345 году пока не закончились в 1362 году.